# Tina Scorsone
Tina Scorsone est une joueuse de football belgo-italienne. 

## Biographie
Elle a joué essentiellement au Standard Fémina de Liège, club avec lequel elle a remporté une Coupe de Belgique. Auparavant, elle a joué à Hewian Girls Lanaken.

## Palmarès
- Vainqueur de la Coupe de Belgique (1) : 2006

### Bilan
- 1 titre